# Quars Herkimer
El quars Herkimer, o diamant Herkimer, és una varietat de quars que es caracteritza per ser incolora i mostrar una doble terminació. Rep el seu nom del Comtat de Herkimer (Nova York, Estats Units).
Els cristalls de quars Herkimer són poc freqüents a la naturalesa. Es formen en roques sedimentàries, i la seva mida pot variar entre cristalls microscòpics fins als 15 cm. Es caracteritzen per no ser gaire llargs i per presentar doble terminació. Tenen 16 cares i la seva duresa a l'escala de Mohs és de 7,5, una mica més alta que la del quars normal, que és 7. Són translúcids i les cares es troben ben polides. Poden presentar inclusions de vapor d'aigua o d'hidrocarburs.
Els primers exemplar van ser descoberts a la vall del riu Mohawk al segle xviii, al Comtat de Herkimer (Nova York). La seva popularitat va fer que ràpidament se'ls comencés a conèixer com a "Diamants Herkimer". Tot i que aquests cristalls s'anomenen d'aquesta manera degut al comtat de Herkimer, cristalls de quars biterminats similars s'han trobat en altres llocs del planeta, com ara als comtats de Warren, Fulton i Montgomery (Estats Units), Afganistan, Noruega, Ucraïna, Xina, Ontario (Canadà), Orizaba (Mèxic), Caravia (Astúries, Espanya), Mendoza (Argentina) i Polònia.